# La Chambonie
La Chambonie ist eine französische Gemeinde mit 39 Einwohnern (Stand: 1. Januar 2022) im Département Loire in der Region Auvergne-Rhône-Alpes. Sie gehört zum Arrondissement Montbrison. Sie grenzt im Norden an La Chamba, im Osten an Jeansagnière, im Süden an Le Brugeron, im Südwesten an La Renaudie und im Nordwesten an Vollore-Montagne. Die Bewohner werden Chambougnats und Chambougnates genannt.

## Bevölkerungsentwicklung
| Jahr                       | 1962 | 1968 | 1975 | 1982 | 1990 | 1999 | 2008 | 2017 |
| -------------------------- | ---- | ---- | ---- | ---- | ---- | ---- | ---- | ---- |
| Einwohner                  | 127  | 102  | 81   | 79   | 55   | 46   | 62   | 42   |
| Quellen: Cassini und INSEE |      |      |      |      |      |      |      |      |

## Sehenswürdigkeiten
- Kirche Saint-Roch aus dem 17. Jahrhundert